# 아메리칸 허슬
《아메리칸 허슬》(영어: American Hustle)은 2013년 공개된 미국의 블랙 코미디 범죄 영화이다. 데이비드 O. 러셀이 감독하고 러셀과 에릭 워런 싱어가 각본을 썼으며, 1970년대 후반 미국 뉴저지를 배경으로 FBI 요원과 그에 협력하는 사기꾼의 이야기이며, 실제로 발생한 '앱스캠 스캔들'을 다루고 있다. 이 영화는 크리스찬 베일과 에이미 아담스가 FBI 요원(브래들리 쿠퍼)이 뉴저지 캠든 시장(제러미 레너) 시장을 포함한 부패한 정치인들에게 정교한 작업을 하도록 강요된 두 명의 사기꾼을 연기하고, 제니퍼 로렌스는 베일의 성격을 예측할 수 없는 아내로 등장한다. 본 촬영은 2013년 3월 8일, 보스턴, 우스터, 매사추세츠 주와 뉴욕 시에서 시작되었다.
이 영화는 2013년 12월 13일, 미국에서 개봉되었다. 비평가들로부터 각본과 앙상블 캐스트의 연기에 폭 넓은 찬사를 받았다. 영화는 제86회 미국 아카데미상에서 최우수 작품상, 감독상, 각본상, 남우주연상(베일), 여우주연상(아담스), 남우조연상(쿠퍼), 여우조연상(로렌스)를 포함한 10개 부문에 후보 지명되었고, 영국 아카데미상(BAFTA)에서 3개 부문, 골든 글로브상에서 영화 뮤지컬·코미디 부문 최우수 작품상, 영화 뮤지컬·코미디 부문 여우주연상, 영화 부문 여우조연상 수상을 포함한 7개 부문에 후보 지명, 미국 배우 조합상(SAG)에서 영화 부문 최우수 연기 캐스트상을 수상하였다.

## 줄거리
닥치는 대로 사기행각을 벌이며 꽤 재산을 모은 천재적인 사기꾼 어빙(크리스천 베일). 사람의 마음을 자유자재로 훔치는 시드니(에이미 아담스)마저 얻자 사업은 번창한다. 그러나 잘 될 때일수록 조심해야 하는 법. 사건의 냄새를 맡는데 '개코'급인 미국 연방수사국(FBI) 수사관 리치(브래들리 쿠퍼)가 파놓은 함정에 어빙과 시드니가 걸려들면서 이들은 쇠고랑을 찰 위기를 맞는다. 리치는 장기 복역의 위기에 놓인 시드니 등에게 시장인 카마인(제레미 레너) 등 월척 4명만 잡게 해준다면 죄를 없애 주겠다는 일종의 유죄협상(플리바게닝)을 제안한다. 어빙과 시드니는 리치의 이 같은 제안을 어쩔 수 없이 받아들이고, 운명을 건 사기극에 뛰어든다.

## 출연
- 크리스찬 베일 - 어빙 로전펠드 역
  - 자카리아 시프카 - 어린 어빙 로전펠드 역
- 에이미 아담스 - 시드니 교수 / 이디스 그린즐리 역
- 브래들리 쿠퍼 - 리처드 "리치" 디마소 역
- 제니퍼 로렌스 - 로절린 로전펠드 역
- 제러미 레너 - 카르미네 폴리토 시장 역
- 루이스 C.K. - 스토더드 토슨 역
- 잭 휴스턴 - 피트 뮤제인 역
- 마이클 페냐 - 파코 에르난데스 / 압둘라 수장 역
- 엘리자베스 룀 - 돌리 폴리토 역
- 시어 위검 - 칼 엘웨이 역
- 로버트 드 니로 - 빅토르 텔레지오 역
- 알레산드로 니볼라 - 앤서니 아마도 역
- 폴 허먼 - 알폰세 시모네 역
- 사이드 타그마오이
- 아드리안 마티네즈 - 줄리어스 역
- 콜린 캠프 - 브렌다 역
- 돈 올리비에리 - 코스모 걸 역
- 에리카 맥더멋 - 칼 엘웨이의 조수원 역

## 제작

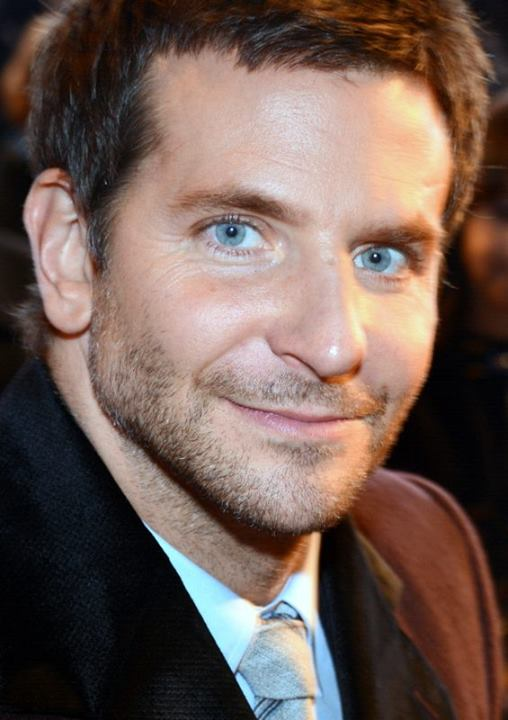
2014년 2월, 영화의 프랑스 파리 시사회에서 쿠퍼

### 개발
이 영화는 당초 "아메이칸 불쉿"이라는 가제로 에릭 워런 싱어의 각본으로 시작되었다. 그것은 2010년 미개봉의 블랙리스트 각본에서 8위에 올랐다. 제작은 콜롬비아 픽처스에서 찰스 로븐, 리처드 서클이 아틀라스 엔터테인먼트를 통해 제작한 것으로, 처음에는 벤 애플렉이 데이비드 O. 러셀이 감독을 맡기 전에 직접 감독할 것으로 간주되었다. 러셀은 싱어의 각본을 다시 써서 캐릭터를 각각의 실제 인물의 캐리커처로 대체했다. 러셀은 70년대 후반과 80년대 초의 앱스캠 스캔들의 허구 화 된 버전인 허슬을 열렬한 삶을 사는 일반 사람들에 관한 느슨한 3부작에서 세 번째로 간주했다.

### 촬영
본 촬영은 2013년 3월 8일에 시작되어 2013년 5월에 종료되었다. 영화는 매사추세츠주의 보스턴, 우스터, 뉴욕시에서 촬영되었다. 보스턴 마라톤 폭탄 테러의 여파로 촬영이 보류되었다. 록 다운이 해제 된 후, 영화는 보스톤 촬영을 완료하고 며칠 동안 뉴욕시에서 제작을 마쳤다.

## 개봉
데이비드 O. 러셀은 2013년 7월 31일에 영화의 티저 예고편을 발표했으며, 영화 예고편은 2013년 10월 9일에 공개되었다. 이 영화는 2013년 12월 13일에 미국 전역에서 개봉되었다.

### 홈미디어
아메리칸 허슬은 2014년 3월 18일, DVD와 블루레이로 발매되었다.

## 평가
아메리칸 허슬은 비평가의 찬사를 받았고, 캐스트의 크리스찬 베일, 에이미 아담스, 브래들리 쿠퍼, 제니퍼 로렌스와 같은 앙상블 연기에 대한 찬사를 받았다. 리뷰 제공 웹사이트 로튼토마토는 267개 리뷰를 기준으로 93%의 평점을 주며 평균 점수는 8.2 / 10이다. 웹사이트의 중요한 리뷰에서는 "자유롭고 우스꽝스럽게 던지는 아메리칸 허슬은 자유롭지 못한 에너지와 데이비드 O. 러셀의 가장 감동적인 역동적인 연출으로 결함을 보완한다." 메타크리틱은 100점 만점에 90점을 기록했다. 47명의 비평가는 "보편적인 찬사"를 보냈다.

### Top 10 목록
아메리칸 허슬은 많은 비평가들의 Top 10 목록에 올랐다.
- 1위 – David Denby, 더 뉴요커
- 1위 – Richard Roeper, 시카고 선타임즈
- 2위 – David Edelstein, Vulture
- 2위 – Owen Gleiberman, 엔터테인먼트 위클리
- 2위 – Lisa Schwarzbaum, BBC
- 2위 – Bob Mondello, NPR
- 2위 – Betsy Sharkey, 로스앤젤레스 타임스
- 2위 – Joshua Rothkopf, 타임 아웃 뉴욕
- 2위 – Joe Morgenstern, 월 스트리트 저널
- 3위 – Richard Corliss, 타임
- 3위 – Scott Foundas, 버라이어티
- 3위 – Rex Reed, 더 뉴욕 옵저버
- 3위 – Joe Neumaier, 데일리 뉴스
- 4위 - Marlow Stern, 더 데일리 비스트
- 4위 – Elizabeth Weitzman, 데일리 뉴스
- 4위 – Lisa Kennedy, 덴버 포스트
- 5위 – Todd McCarthy, 할리우드 리포터
- 5위 – Bill Goodykoontz, 애리조나 리퍼블릭
- 5위 – Mick LaSalle, 샌프란시스코 크로니클
- 6위 – Peter Travers, 롤링 스톤
- 6위 – Stephen Holden, 뉴욕 타임스
- 6위 - Michael Phillips, 시카고 트리뷴
- 6위 – Connie Ogle & Rene Rodriguez, 마이애미 헤럴드
- 7위 – Mara Reinstein, Us 위클리
- 8위 – Justin Chang, 버라이어티
- 9위 – Tom Brook, BBC
- 9위 – Christopher Orr, 디 애틀랜틱
- 10위 – A.A. Dowd, 디 A.V. 클럽
- 10위 - J.R. Jones, 시카고 리더
- 10위 - A.O. Scott, 뉴욕 타임스
- Top 10 (알파벳순으로 나열된, 순위가 매겨지지 않다) -  Steven Rea, 필라델피아 인콰이어러
- Top 10 (알파벳 순으로 나열) – Joe Williams & Calvin Wilson, 세인트 루이스 포스트-디스패치
- Best of 2013 (알파벳순으로 나열된, 순위가 매겨지지 않다) – Manohla Dargis, 뉴욕 타임스
- Best of 2013 (알파벳순으로 나열된, 순위가 매겨지지 않다) – Kenneth Turan, 로스앤젤레스 타임스

### 박스 오피스

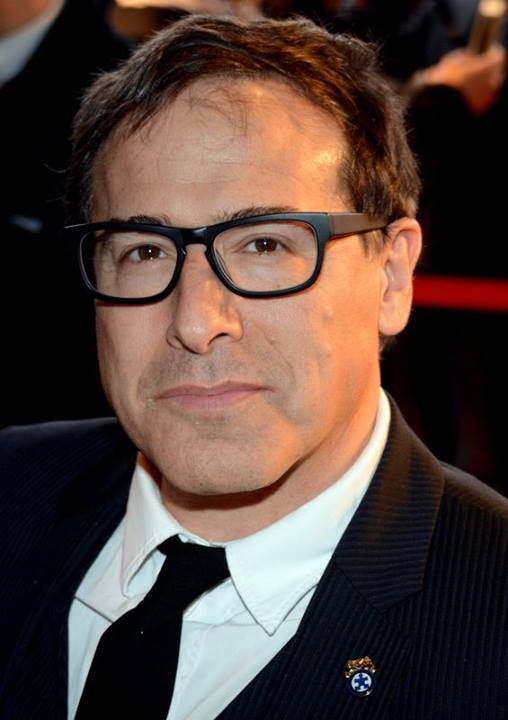
《아메리칸 허슬》은 러셀의 영화 중에서 가장 흥행한 영화이다.

〈버라이어티〉는 4,000만 달러의 제작비를 예상했다. 프로듀서 찰스 라벤이 40 ~ 5000만 달러 지역에 예산이 들어 있는지 물었을 때 그는 "나는 좋은 지역이라고 말하고 싶다"고 답했다. 이 영화는 북미에서 1억 5110만 달러, 세계 시장에서 1억 110만 달러를 벌어 전세계에서 총 2억 5120만 달러를 벌었다. 영화의 모든 비용과 수익을 합산할 때 순이익은 2700만 달러이다.

### 수상 및 후보
아메리칸 허슬은 골든 글로브상에서 7개 부문에 후보 지명되었다. 에이미 아담스와 제니퍼 로렌스는 각각 영화 뮤지컬·코미디 부문 최우수 여우주연상과 영화 부문 최우수 여우조연상을 수상하였고, 또한 영화 뮤지컬·코미디 부문 최우수 작품상을 수상하였다.
이 영화는 미국 아카데미상에서 최우수 작품상, 최우수 감독상, 최우수 각본상, 4개의 연기 부문과 함께 총 10개 부문에 후보 지명되었지만 수상에는 이르지 못했다. 이 영화는 영국 아카데미 영화상(BAFTA)에서 10개 부문에 후보에 올랐으며, 제니퍼 로렌스는 최우수 여우조연상을, 데이비드 O. 러셀과 에릭 워런 싱어는 최우수 각본상을 수상했다.
이 영화는 1977년 《터닝 포인트》의 11개 부문과 1985년의 《컬러 퍼플》 이후 오스카 상을 수상하지 못한 영화에서 두 번째로 많은 수의 후보작을 받았으며, 《더 브레이브》와 《갱스 오브 뉴욕》과의 차이점이 있다. 4개의 연기 부문에 모두 지명 된 15번째 영화이자 러셀이 감독한 2012년 《실버라이닝 플레이북》 이후 1981년 이후 두 번째 영화이다. 15편의 영화 중 1936년 《마이 맨 갓 프리》와 1950년대 《선셋 대로》만이 연기상을 받지 못했다.이 영화는 미국 배우 조합상(SAG)에서 영화 부문 최우수 연기 캐스트상을 수상하였다.